# Ivo (football)
Pour les articles homonymes, voir Ivo.
Olivio da Rosa, plus connu sous le nom de Ivo,  né le 2 octobre 1986 à Teutônia, est un footballeur brésilien évoluant au poste de milieu de terrain dans le club chinois de Yanbian Longding FC (en).